# 厄爾策河

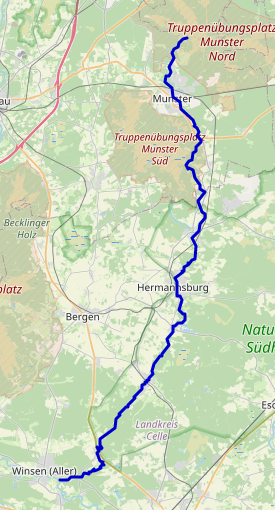
厄尔策河及其流经区域地图

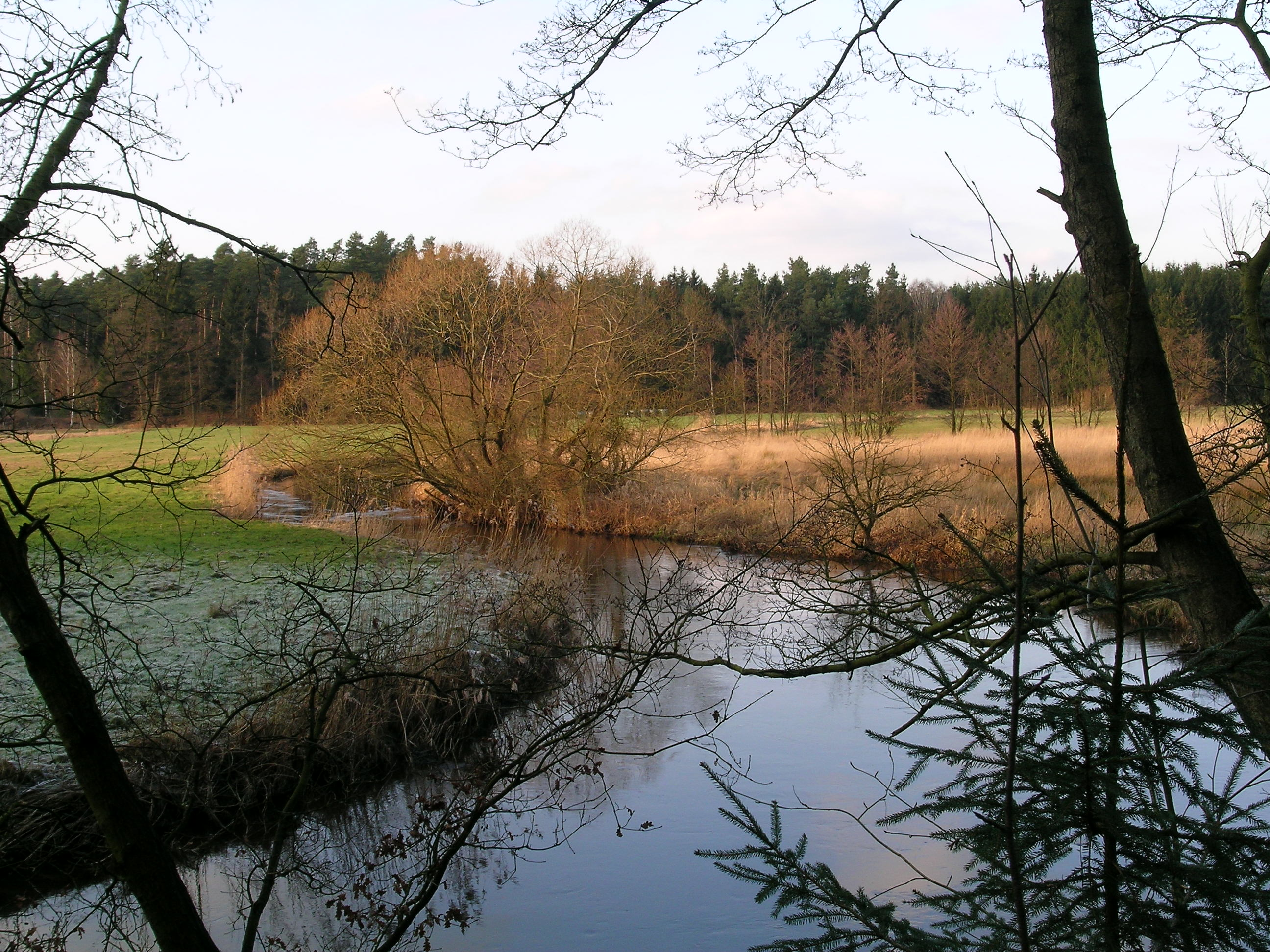

厄爾策河是德國的河流，位於該國北部下薩克森州，屬於魯默河的右支流，最终流入威悉河，河道全長62公里，流域面積770平方公里，河畔城鎮有蒙斯特，河口處在阿勒爾河畔溫森。

## 外部連結
- River-forest nature trail by the Örtze （页面存档备份，存于）